# NGC 4809
NGC 4809 este o galaxie situată în constelația Fecioara. A fost descoperită în 18 aprilie 1855 de către William Parsons, 3rd Earl of Rosse⁠(d). Se află la o distanță de 14 megaparseci de Pământ.